# Sami Wolking
Sami Wolking (Helsinki, 15 augustus 1973), beter bekend als Magnum, was de basgitarist van de Finse metalband Lordi. Hij sloot zich al aan bij Lordi in 1999. Zijn personage had iets weg van Master-Chief uit de Halo-serie. 
Magnum is het meest mysterieuze lid van Lordi; er is haast niets over hem bekend omdat hij slechts in één videoclip, Would You Love A Monsterman, meedeed. Daarna heeft Magnum de band verlaten. Op dat moment was hij de enige die een vaste baan had, en doordat Lordi niet veel verdiende kon hij het zich niet veroorloven zijn werk op te zeggen om zich fulltime op de band te richten. Wat velen niet weten, is dat Magnum toch 3 jaar lang, van 1999 tot 2002,  bij de band is blijven spelen. 
Magnums opvolger was Kalma, die de groep ook weer verliet in 2005.Nu is Ox de opvolger van Kalma. Op dit moment speelt Magnum in een groep die "Naked Idol" heet, en voorziet hij nog steeds materiaal voor Lordi.

## Personage
Magnum was een cyborg van een vergevorderde beschaving uit het sterrenstelsel van Alpha Centauri. Als een huurling vocht hij in de verdedigingstroepen van Mu Arae. Na gedood te zijn geworden in de actie, herrees hij als ondode cyborg. Na het achtervolgen van de Manbeasts van Mu Arae naar de aarde, werd hij gevonden door mr. Lordi, die hem een alliantie voorstelde.
Magnum's verscheen voor het eerst in de fictionele strip Monsterican presents: The Cyber-Zombie from Outer Space #1.